# 岡村道雄
岡村 道雄（おかむら みちお、1948年1月1日 - ）は、日本の考古学者。旧石器捏造事件で指摘された藤村新一との深い関係を指摘されている。TBSの取材では宮城県古川市（現・大崎市）にあった遺跡の発掘現場で藤村に疑いを持ったと話している。藤村と発掘を共にしたことから共謀が疑われ、文化庁から独立行政法人に異動となった。事件については「研究の方法が不十分だったので、私が失敗した。素材として、教訓として、あの捏造を生かしていきたい」と語っている。
旧石器捏造事件以降は「杉並の縄文人」を名乗り、縄文研究者として執筆や講演を行うほか、株式会社ニルソンデザイン事務所発行のフリーマガジン「縄文ZINE」の監修なども行っている。

## 経歴
- 1948年 新潟県上越市生まれ。
- 東北大学文学部卒業。
- 1972年 東北大学考古学研究室芹沢長介の門下生として長野県飯田市の石子原遺跡の旧石器調査および報告書作成など前期旧石器を研究[6]
- 1974年 東北大学大学院文学研究科修士課程国史学専攻修了後、同大学文学部助手。
- 1976年 大陸と陸続きだった日本列島に前期旧石器の遺跡が存在するという仮説を発表した[7]。座散乱木遺跡発掘調査に携わる。
- 1978年 東北歴史資料館考古研究科研究員、考古研究科長。
- 1980年 座散乱木遺跡第2次発掘調査における出土品を旧人の石器と発表し、日本での前期旧石器の存在を宣言[8]。
- 1987年 文化庁文化財部記念物課埋蔵文化財部門文化財調査官。
- 1993年 同主任文化財調査官。
- 2000年 講談社「日本の歴史シリーズ」第一巻『縄文の生活誌』上梓（旧石器捏造事件発覚後回収のち改訂[9]）
- 2002年 独立行政法人文化財研究所、奈良文化財研究所。企画調整部長等を歴任。
- 2008年 同所退職。奥松島縄文村歴史資料館名誉館長・奈良文化財研究所名誉研究員[10][11]。

## 論文・著書・寄稿文
- 岡村道雄「約2万5千年前とそれを遡る時期の東アジア旧石器文化と日本の関連」『文化』第40巻第1号、東北大学文学会、1976年9月、ISSN 03854841、NAID 40003381215。
- 埴原和郎, 岡村道雄「墓に副葬された石鍛に関する統計学的検討」『人類學雜誌』第89巻第2号、日本人類学会、1981年、137-143頁、doi:10.1537/ase1911.89.137、ISSN 0003-5505、NAID 130003726978。
- 小田静夫, Charles T. KEALLY「宮城県の旧石器及び「前期旧石器」時代研究批判」『人類學雜誌』第94巻第3号、日本人類学会、1986年、325-361頁、doi:10.1537/ase1911.94.325、ISSN 0003-5505、NAID 130003727061。
- 岡村道雄「日本前期旧石器研究の到達点 (明石市西八木海岸の発掘調査) -- (考古学)」『国立歴史民俗博物館研究報告』第13号、国立歴史民俗博物館、1987年3月、p233-246、ISSN 02867400、NAID 40004436737。
- 岡村道雄「岩宿遺跡発見前後と旧石器文化研究の展望」『国学院雑誌』第89巻第1号、国学院大学出版部、1988年1月、p16-43、ISSN 02882051、NAID 40001282399。
- 岡村道雄「縄文時代のウンコの化石,トイレはどこだ? (トイレの考古学<特集>)」『月刊文化財』第350号、第一法規出版、1992年11月、p9-16、ISSN 00165948、NAID 40001039698。
- 岡村道雄「縄文時代の環濠,溝,柵列 (特集・縄文時代の大土木工事)」『月刊考古学ジャーナル』第412号、ニュ-・サイエンス社、1997年1月、24-29頁、ISSN 04541634、NAID 40000993554。
- 米倉伸之, 辻誠一郎, 岡村道雄「「最終氷期の終焉と縄文文化の成立・展開」の趣旨」『第四紀研究』第36巻第5号、日本第四紀学会、1997年12月、283-286頁、doi:10.4116/jaqua.36.283、ISSN 04182642、NAID 10002509467。
- 岡村道雄「日本列島の南と北での縄文文化の成立」『第四紀研究』第36巻第5号、日本第四紀学会、1997年12月、319-328頁、doi:10.4116/jaqua.36.319、ISSN 04182642、NAID 10002509610。
- 岡村道雄, 中村俊夫, 辻誠一郎, 春成秀爾, 小野昭, 斉藤文紀「総合討論 : 考古学おける編年と年代」『第四紀研究』第40巻第6号、日本第四紀学会、2001年12月、535-543頁、doi:10.4116/jaqua.40.535、ISSN 04182642、NAID 10007431916。
- 岡村道雄「001 ドイツで開かれた日本の考古学展、そして奈良で開かれる帰国展」『奈文研ニュース』第16号、文化財研究所奈良文化財研究所、2005年3月、1-1頁、NAID 120005523760。
- 岡村道雄「024 焼失竪穴建物研究の方法と可能性」『奈良文化財研究所紀要』第2007号、国立文化財機構奈良文化財研究所、2007年6月、42-45頁、ISSN 1347-1589、NAID 120005523226。
- 岡村道雄「009 退職挨拶」『奈文研ニュース』第28号、国立文化財機構奈良文化財研究所、2008年3月、9-10頁、NAID 120005523872。
- 夢枕獏, 岡村道雄, かくまつとむ「対談 縄文探検隊が行く!(第1回)日本人の食の源流をたどる」『Kotoba : 多様性を考える言論誌』第24号、集英社、2016年、166-171頁、NAID 40020875673。
- 夢枕獏, 岡村道雄, かくまつとむ「対談 縄文探検隊が行く!(第2回)日本の住まいのルーツを探る」『Kotoba : 多様性を考える言論誌』第26号、集英社、2017年、192-197頁、NAID 40021029372。

- 『日本旧石器時代史』雄山閣出版 1990年 ISBN 4-639-00995-X
- 『日本列島の石器時代』青木書店 2000年 ISBN 4-250-99025-7
- 『縄文の生活誌』（日本の歴史）講談社 2000年 ISBN 4-06-268901-4
  - 『縄文の生活誌 改訂版』 (日本の歴史) 講談社 2002年 ISBN 4-06-268926-X、のち講談社学術文庫 ISBN 4-06-291901-X
- 『縄文の漆』同成社 2010年 ISBN 978-4-88621-506-2
- 『旧石器遺跡「捏造事件」』山川出版社 2010年 ISBN 978-4-634-15008-9 [12]
- 「縄文人の暮らしと文化は世界遺産級」『別冊正論27 語り継ぎたい真実 「美しい日本」ものがたり』 （産経新聞社 ）2016年

### 共編著
- 『ここまでわかった日本の先史時代』 編 角川書店 1997
- 『古代日本はここまで見えてきた 考古学最前線を行く』大塚初重、森浩一共著 同文書院 1999
- 『縄文遺跡の復原』林謙作共編 学生社 2000